# Comté de Madison (Idaho)
Pour les articles homonymes, voir Comté de Madison.
Le comté de Madison est un comté des États-Unis situé dans l’État de l'Idaho. En 2000, la population était de 27 467 habitants. Son siège est Rexburg. Le comté a été créé en 1913 et nommé en l'honneur de James Madison, quatrième président des États-Unis.

## Géolocalisation
|                    | Comté de Fremont    |                |
| Comté de Jefferson | Comté de Madison    | Comté de Teton |
|                    | Comté de Bonneville |                |

## Démographie
| 1920  | 1930  | 1940  | 1950  | 1960  | 1970   |
| ----- | ----- | ----- | ----- | ----- | ------ |
| 9 167 | 8 316 | 9 186 | 9 156 | 9 417 | 13 452 |

| 1980   | 1990   | 2000   | 2010   | 2020   | - |
| ------ | ------ | ------ | ------ | ------ | - |
| 19 480 | 23 674 | 27 467 | 37 536 | 52 913 | - |

## Principales villes
- Rexburg
- Sugar City